# OTI 1972
Il primo festival della canzone iberoamericana si tenne a Madrid dal 23 novembre 1972 e fu vinto da Claudia Regina y Tobias che rappresentavano il Brasile.

## Classifica
| Paese                                                       | Artista                 | Canzone                              | Posizione |
| Brasile                                                     | Claudia Regina y Tobias | Diálogo                              | 1         |
| Panama                                                      | Basilio                 | Oh, Señor                            | 2         |
| Spagna                                                      | Marisol                 | Niña                                 | 3         |
| Porto Rico                                                  | Chucho Avellanet        | Por ti                               | 4         |
| Venezuela                                                   | Mirla Castellanos       | Sueños de cristal                    | 4         |
| Portogallo                                                  | Tonicha                 | Glória, gloria, aleluia              | 6         |
| Rep. Dominicana                                             | Fernando Casado         | Siempre habrá en la luna una sonrisa | 7         |
| Cile                                                        | Guillermo Basterrechea  | Una vez, otra vez                    | 7         |
| Argentina                                                   | Víctor Heredia          | Sabes que aquí estamos, América      | 8         |
| Uruguay                                                     | Rona                    | Busco mi destino                     | 9         |
| Colombia                                                    | Christopher             | Volverás a mis brazos                | 9         |
| Bolivia                                                     | Arturo Quesada          | No volveré a pasar por allí          | 9         |
| Perù                                                        | Betty Missiego          | Recuerdos de un adiós                | 9         |
| Messico                                                     | Alberto Angel           | Yo no voy a la guerra                | DQ        |
| Luogo: Palacio de Congresos y Exposiciones - Madrid, Spagna |                         |                                      |           |